# Кам де Леон
Кам де Леон (англ. Cam de Leon; нар. в 1961 році в Модесто, Каліфорнія) — американський художник, який спеціалізується на сюрреалістичних темних образах. Він найбільш відомий тим, що створив обкладинки для демо-версії Tool 1991 року, мініальбомів 72826 та Opiate, а також альбому Ænima, а також працював цифровим ілюстратором, розробляючи концепцію та візуальну розробку та дизайн персонажів для індустрії повнометражної анімації.
Він працював цифровим ілюстратором для таких фільмів, як «Мисливці за привидами», «Капітан Гак», «Ціна страху» і «Кіт у капелюсі». Він також працював з Nvidia над різними технічними демонстраціями.
У 2005 році він опублікував перший збірник своїх робіт під назвою «Мистецтво та образи Кам де Леона».